# Manuel Quezon

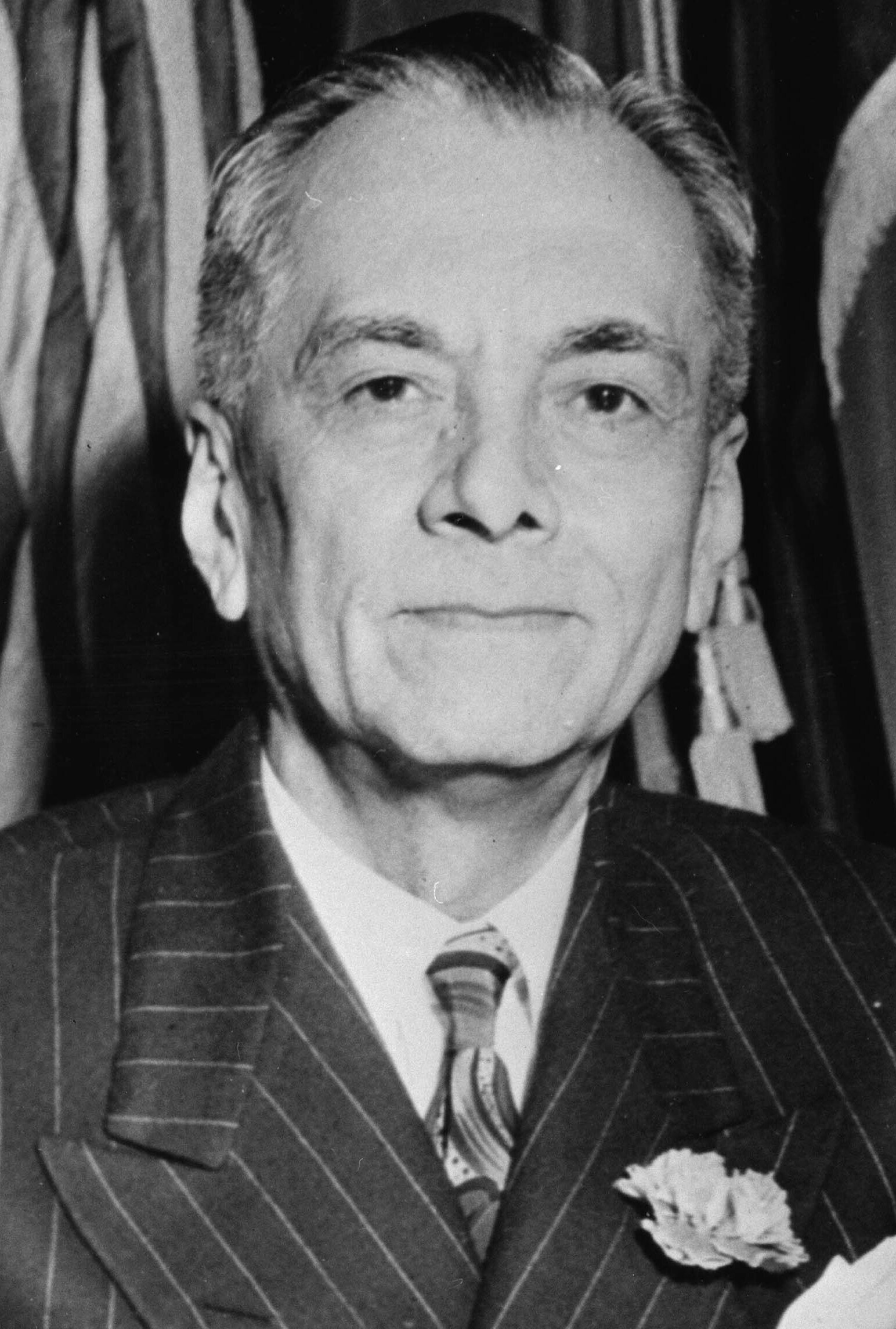
Manuel L. Quezon (1942)

Manuel Luis Quezon y Molina (* 19. August 1878 in Baler, Philippinen; † 1. August 1944 in Saranac Lake, Vereinigte Staaten) war ein philippinischer Politiker.

## Leben
Quezon wurde am 19. August 1878 in Baler geboren. Seine Mutter hatte zum Teil spanische Vorfahren. Er studierte am Colegio de San Juan de Letran und danach an der Universität des Santo Tomás, wo er von Cayetano Arellano unterrichtet wurde. Er ließ sich 1903 als Anwalt nieder.

## Politisches Wirken
Nach zwei Jahren als Anwalt wurde er zum Gouverneur der Provinz Tayabas, die heute Quezon genannt wird, gewählt. 1907 kam er in das erste Parlament der Philippinen, die Philippinischen Versammlung. Ab dem 23. November 1909 saß er als gewählter Vertreter der Nacionalista Party im Repräsentantenhaus der Vereinigten Staaten, wo er bis zu seinem Rücktritt am 15. Oktober 1916 das Amt eines nicht stimmberechtigten Delegierten (Resident Commissioner) für das Territorium der Philippinen ausübte.
Zwischen 1916 und 1935 war er Mitglied des Senats der philippinischen Legislative und war während dieser Zeit auch gleichzeitig Präsident des Senats.
Er wurde 1935 zum ersten Staatspräsidenten der Philippinen gewählt. 1941 floh er wegen der Besetzung der Japaner in die Vereinigten Staaten, wo er eine Exilregierung bildete. Nach ihm wurden die Stadt Quezon City und die Provinz Quezon benannt. Quezon starb am 1. August 1944 im Bundesstaat New York und wurde zunächst auf dem Nationalfriedhof Arlington bestattet, bevor er nach dem Ende des Zweiten Weltkrieges nach Manila übergeführt wurde.
Unter dem Eintrag „Presidential Papers of Manuel L. Quezon“ wurden Dokumente von Manuel Quezon 2003 von der UNESCO in die Liste des Weltdokumentenerbes aufgenommen.